# 加里波利條約
加里波利條約（1403年1月或2月初簽署）是鄂圖曼帝國魯米利亞統治者蘇萊曼·切萊比與主要基督教國家：拜占庭帝國、威尼斯共和國、熱那亞共和國、醫院騎士團與納克索斯公國之間的和平條約。在安卡拉戰役後，蘇萊曼試圖加強自己在與兄弟的繼承權鬥爭中的控制權；該條約給了基督教國家，特別是拜占庭帝國重大的讓步：他們得以重新獲得曾經丟失的失土，並取得了名義上優於鄂圖曼統治者的地位。它的規定得到了蘇萊曼和鄂圖曼繼承鬥爭的勝利者穆罕默德一世的尊重，但在後者於1421年駕崩後崩潰。

## 背景
在1402年7月26日的安卡拉戰役中，鄂圖曼蘇丹巴耶濟德一世被帖木兒帝國埃米爾帖木兒（一位突厥化蒙古人）擊敗並被俘。此重大事件使得該地區的權力平衡被打破，因為安納托利亞的鄂圖曼帝國領土被帖木兒瓜分，並恢復了許多以前被巴耶濟德併吞的貝伊國們，不過他並沒有干涉巴爾幹局勢；而鄂圖曼帝國之征服事業也得到了一些成就：至少在安卡拉戰役之前，拜占庭帝國僅存的最後殘餘領土君士坦丁堡被切斷，並幾乎險些淪陷。然而，和安納托利亞一樣，鄂圖曼帝國的突然崩潰導致權力真空，該地區的各種基督教勢力──拜占庭、匈牙利、威尼斯共和國和一些小統治者──都試圖盡可能地確保自己的利益，同時又因為太弱而無法真正挑戰鄂圖曼帝國在巴爾幹的力量。
巴耶濟德一世之長子蘇萊曼·切萊比從安卡拉之災中逃脫，並於8月20日抵達加里波利。當他的其他兄弟留在安納托利亞與帖木兒打交道並試圖挽救他們本可以挽回的領土時，蘇萊曼聲稱控制了巴爾幹半島的鄂圖曼帝國領土（即「魯米利亞」）。然而這並不代表他可以坐穩寶座，他的首要任務就是要盡快與基督教國家安排停戰，特別是考慮到有一天他必須返回安納托利亞並與他的兄弟和其他對手抗衡（參見鄂圖曼帝國大空位期）。早在9月22日，威尼斯元老院就在討論此事，並希望獲得對加里波利的控制權。威尼斯人還聯繫了當時正在巴黎向西方諸國尋求幫助的拜占庭皇帝曼努埃爾二世·帕萊奧洛戈斯，並敦促他回國：這是因為曼努埃爾的侄子兼攝政王約翰七世·巴列奧略戈斯是眾所周知地支持熱那亞共和國這一個威尼斯在海上和商業對手。
談判很快便開始了，蘇萊曼派特使分別前往威尼斯及曼努埃爾處，並對兩者都做出了重大讓步。然而，曼努埃爾一直到1403年6月9日才到達君士坦丁堡，談判在他缺席之下，歷經三個半月達成。另一方面，威尼斯希望可以透過鄂圖曼帝國的影響力來解決他們與占領雅典的佛羅倫薩人安東尼奧一世·阿恰伊奧利的競爭，是以派出了他們最有經驗的外交官，安德羅斯總辦彼得羅·芝諾作為談判代表，並與馬爾科·格里馬尼同行；熱那亞則任命讓·德·夏托莫朗為其前往東方之特使。

## 條約內容

1410年南巴爾幹與西安納托利亞的地圖。這段期間為鄂圖曼大空位期之後期，其在巴爾幹的領土基本上符合加里波利條約的規定

從2月20日來自佩拉的抄寫員在起草條約的工作中獲得報酬的事實來看，該協議於1403年1月或2月初即締結。其中，它的一個副本得以倖存，而土耳其原版的威尼斯語被翻譯得很差；此外彼得羅·芝諾還留下了與鄂圖曼人談判的記錄，而他稱條約是在加里波利簽署的。條約內容如下：
1. 蘇萊曼蘇丹將與「偉大的希臘皇帝（約翰七世·巴列奧略戈斯），吾之父親」以及「羅德島（醫院騎士團）、威尼斯、熱那亞、希俄斯岛、納克索斯公爵，以及愛琴海和黑海上所有屬於後者們的土地和島嶼財產」進行一份條約。[10]
2. 蘇萊曼蘇丹將割讓「塞薩洛尼卡和卡拉馬里亞及其所有相關領土」，以及「從加利科斯河（英语：Gallikos (river)）到帕拉瓦爾達羅河之海岸」，「從帕尼翁（英语：Panion）（马尔马拉海）到梅珊比瑞亞（英语：Mesembria）（黑海）的土地」，及「帕拉提亞在內之所有堡壘」予拜占庭皇帝，並且，拜占庭不再需要進貢，且可以隨意建造堡壘。[11]當代拜占庭歷史學家杜卡斯（英语：Doukas (historian)）給出了一個稍微不同的說法，他記錄了蘇萊曼將「斯特魯馬河直到拉米亞，伯羅奔尼撒與（君士坦丁堡）周邊地區，從帕尼翁到聖口（即博斯普魯斯海峽），以及從聖口到瓦爾納沿海的所有沿海堡壘」還予拜占庭。[12]該段落被解釋為是蘇萊曼暗示他要放棄從斯特里蒙河到澤圖尼翁（現代拉米亞）的所有沿海領土的控制權，即馬其頓大部分沿海地區（包括哈爾基季基半島）和色薩利海岸，一直到馬利亞克灣（英语：Malian Gulf）。然而目前無法肯定控制權向內陸延伸了多遠。[13]
3. 蘇萊曼進一步割讓了「拜占庭皇帝在土耳其地區所擁有的所有城堡」。拜占庭歷史學家拉尼科斯·查爾科孔迪萊斯（英语：Laonikos Chalkokondyles）證實了安納托利亞海岸部分堡壘的歸還，但是拜占庭的官方紀錄沒有更多的相關細節。[14][15]不過鄂圖曼官方資料倒是指明了一些城堡（由阿西克帕薩德（英语：Aşıkpaşazade）提供），他表示在大約1419年，蘇丹穆罕默德一世收復了位於尼科米底亞灣的赫雷克（英语：Hereke）、老蓋布澤、達勒賈、彭迪克與卡塔爾（英语：Kartal）堡壘：這些堡壘曾在此之前皆屬於拜占庭堡壘。然而阿西克帕薩德也表明，一直到穆罕默德二世真正地收復了這些堡壘之前，他們時不時再次易手拜占庭，時不時再次奪回。[16][17]
4. 如果帖木兒進攻君士坦丁堡，蘇萊曼承諾將派遣它的槳帆船與水手助陣。[11]
5. 蘇萊曼還將割讓出北斯波拉泽斯群岛的：斯科派洛斯島、斯基亞索斯島、斯基羅斯島；這些島嶼同樣無須再進貢。[18]
6. 君士坦丁堡的公民們（即隸屬拜占庭皇帝的）都被允許自願性的返回自己的家園。[18]
7. 從蘇萊曼的父親和祖父時代開始的所有訴訟案件都將被撤銷（個人間的債務案件例外）。[18]
8. 塞爾維亞專制公史蒂芬·拉扎列維奇將被允許保留其領土，前提是接受先前對巴耶濟德的同樣義務，即進貢和提供軍事援助。[18]
9. 所有法蘭克人、威尼斯人、熱那亞人、羅地亞人和希臘人都可以在蘇萊曼當時或將來擁有的任何領土上進行自由貿易，並且必須「按照以前的慣例」繳納關稅。[18]
10. 如有商家犯罪，除肇事者以外的其他商家皆不得處罰。[18]
11. 如在蘇萊曼境內發生海難，貨物和乘客都將被遣返。[18]
12. 蘇萊曼所控制的所有港口都將對基督教商人開放，並且他們可以不受限制地出口穀物。對君士坦丁堡使用的每蒲式耳穀物，所徵收的稅為1海波皮恩（英语：Hyperpyron）。[18]
13. 未經拜占庭皇帝和基督教聯盟允許，蘇萊曼戰艦不得離開達達尼爾海峽。[18]
14. 蘇萊曼或其下屬領主所關押的所有拜占庭囚犯都將被釋放。[19]
15. 蘇萊曼或其下屬領主所關押的所有熱那亞囚犯都將被釋放。[20]
16. 任何逃到鄂圖曼領土境內的熱那亞奴隸將會被遣返。任何在帖木兒襲擊後被熱那亞人拘留的穆斯林都將被釋放。[20]
17. 被鄂圖曼關押的，來自希俄斯（熱那亞領地）的25名囚犯將被釋放。[20]
18. 黑海的熱那亞殖民地將不再向鄂圖曼進貢。[20]
19. 立即終止希俄斯向奧托洛戈（阿亞索盧克）的鄂圖曼總督支付500達克特貢金。[20]
20. 原屬威尼斯的所有領土、堡壘、住宅和任何其他東西都將完璧歸趙，雅典亦然。[20]後一條規定從未真正執行過，安東尼奧一世·阿恰伊奧利保留了對雅典的控制權。[21][22]
21. 威尼斯將在希臘大陸上獲得了一塊5里（英语：Mile#Italian）寬的土地，並與優卑亞島（威尼斯領地）相呼應，但鄂圖曼仍可保留該地區的鹽灘和港口。此外威尼斯還承諾將懲罰任何從鄂圖曼領土獲取糧食而不繳納關稅之人。[20]
22. 蘇萊曼同意不增加波多尼察侯爵（英语：Marquisate of Bodonitsa）的貢賦，並從巴耶齊德統治下的水平開始，儘管該侯爵一直在色薩利密謀造反。[20][7]
23. 任何試圖往對方領土方向逃跑的奴隸將被遣返回原屬國。[20]
24. 在此之前由納克索斯支付的200達克特之貢金將停止供應。[20]
25. 只要威尼斯先釋放他們關押的所有鄂圖曼囚犯，蘇萊曼也將釋放境內500名威尼斯囚犯。[20]
26. 在此之前由新福西亞（英语：Yenifoça）（熱那亞領地）支付的500達克特之貢金將停止供應。[20]
27. 摩里亞專制國西奧多一世·帕里奧洛格斯（英语：Theodore I Palaiologos）將把薩洛納領主（英语：Lordship of Salona）一職交給醫院騎士團。[20][23]

## 意義與後續
當年晚些時候，曼努埃爾二世皇帝從西方返回後，便再次批准了該條約（或其他具有類似規定的條約）。該條約雖然因其大幅地讓步而在鄂圖曼帝國境內普遍不受歡迎，但是蘇萊曼為了在與他的兄弟們爭奪權力之時，確保不會遭到前後夾擊，他不得不遵守該條約直至他在1411年被推翻為止。然而，強大的鄂圖曼邊塞軍閥（烏切貝伊）如埃夫雷諾斯的存在，導致該條約至少有一個重大遺漏：加里波利本身仍然在鄂圖曼帝國手中，從而避免了曾在1366年因暫時輸給薩瓦十字軍而導致的極端不利地位：當時鄂圖曼帝國的亞洲與歐洲領土被有效地阻隔。
歷史學家內夫拉·內西波格魯強調了蘇萊曼在整個條約中，將拜占庭皇帝稱為「父親」，這表明安卡拉戰役帶來了顯著的立場逆轉：拜占庭從原本瀕臨滅國的小小鄂圖曼附庸國，經由安卡拉戰役後，獲得了對鄂圖曼的一定優勢，並透過巧妙地運用外交手段和在敵對的鄂圖曼諸侯之間轉換支持，設法將其政權延續了數年。1411年，蘇萊曼被他的兄弟穆薩·切萊比推翻並殺害，並隨後佔領了馬其頓、色薩利和色雷斯，這些割讓給拜占庭的大部分領土。然而到了1413年，穆薩被穆罕默德·切萊比推翻並結束了內戰，爾後，這位新蘇丹重新承認了這份條約，以及他作為曼努埃爾皇帝的「順從之子」的地位，直到他在1421年駕崩為止。
隨著穆拉德二世坐上王位後，曼努埃爾的鷹派兒子約翰八世·帕萊奧洛戈斯掌權，拜占庭與鄂圖曼的友好關係便結束了：穆拉德在1422年短暫地圍攻君士坦丁堡，並同時開始長期封鎖塞薩洛尼卡，導致拜占庭不得不將該城市轉交威尼斯。到了1424年2月所締結的和平條約中，拜占庭再次失去了在加里波利條約中獲得的大部分領土，並再次淪為附庸國。
威尼斯方面，隨著蘇萊曼從1406年開始專注於安納托利亞事務後，兩國關係逐漸惡化，因為當地的邊境軍閥可以自由行動，而威尼斯也捲入了一場與巴爾幹西部當地基督教統治者巴爾薩三世（奧斯曼帝國的附庸）的擴張戰爭。1406年至1409年，威尼斯多次向蘇萊曼派遣大使，但收效甚微，在此期間，威尼斯直接與斯科普里統治者帕夏·伊吉特貝伊與蘇萊曼談判。儘管如此，威尼斯大使弗朗切斯科·朱斯蒂尼安在1409年設法與蘇萊曼締結了一項條約，在後者垮台後，他在1411年9月與穆薩締結了類似的條約，即塞林布里亞條約。

## 註腳
1. ↑  Kastritsis 2007，第1–2, 5頁.
2. ↑  Kastritsis 2007，第5–8頁.
3. ↑  Dennis 1967，第72頁.
4. ↑  Setton 1976，第376頁.
5. ↑  Dennis 1967，第72–73頁.
6. 1 2  Dennis 1967，第73–74頁.
7. 1 2  Miller 1908，第361頁.
8. 1 2  Dennis 1967，第74頁.
9. 1 2  Dennis 1967，第75頁.
10. ↑  Dennis 1967，第77–78, 81頁.
11. 1 2  Dennis 1967，第78, 81頁.
12. ↑  Magoulias 1975，第100頁.
13. ↑  Bakalopulos 1962，第60–62頁.
14. ↑  Dennis 1967，第78, 81 (esp. note 3)頁.
15. ↑  Bakalopulos 1962，第60頁.
16. ↑  Foss 1996，第46頁.
17. ↑  Shukurov 2016，第147–156頁.
18. 1 2 3 4 5 6 7 8 9  Dennis 1967，第79, 81頁.
19. ↑  Dennis 1967，第79, 81–82頁.
20. 1 2 3 4 5 6 7 8 9 10 11 12 13  Dennis 1967，第80, 82頁.
21. ↑  Setton 1976，第377頁.
22. ↑  Miller 1908，第361–362頁.
23. ↑  Setton 1976，第377–378頁.
24. ↑  Dennis 1967，第76–77頁.
25. ↑  Setton 1976，第378頁.
26. ↑  Kastritsis 2007，第53 (esp. note 37)頁.
27. ↑  Necipoğlu 2009，第33–34頁.
28. ↑  Bakalopulos 1962，第61頁.
29. ↑  Necipoğlu 2009，第34頁.
30. ↑  Necipoğlu 2009，第34–36頁.
31. ↑  Kastritsis 2007，第62, 126–129頁.
32. ↑  Kastritsis 2007，第172–178頁.